# Văgiulești
Văgiulești è un comune della Romania di 2947 abitanti, ubicato nel distretto di Gorj, nella regione storica dell'Oltenia.
Il comune è formato dall'unione di 5 villaggi: Cârciu, Covrigi, Murgilești, Valea Motrului, Văgiulești.